# Loxosceles rothi
Loxosceles rothi là một loài nhện trong họ Sicariidae.
Loài này thuộc chi Loxosceles. Loxosceles rothi được miêu tả năm 1983 bởi Gertsch & Ennik.